# 아트리팔다
아트리팔다(이탈리아어: Atripalda)는 이탈리아 캄파니아주 아벨리노도의 코무네다.